# 肖佐
肖佐（1936年—2024年4月3日），男，中国空间物理学家，北京大学教授，国际宇航科学院院士，曾任中国空间科学学会理事长。